# Xavier Austin
Xavier Austin es un personaje ficticio de la serie de televisión australiana Home and Away, interpretado por el actor David Jones-Roberts desde el 20 de noviembre de 2008, hasta el 3 de julio de 2012. David regresó a la serie brevemente el 23 de abril de 2013 y se fue el 24 de abril del mismo año. 

## Antecedentes
Xavier es muy buen amigo de Annie Campbell, Jai Fernández, Romeo Smith y Dexter Walker.

## Biografía
Xavier llegó por primera vez a Summer Bay durante una fiesta en la playa, donde fue visto distribuyendo drogas. Pronto se descubrió que era el sobrino de Tony y que había dejado su casa sin decirle a su madre a dónde iba. Desde su llegada se sintió atraído hacia Ruby Buckton, y pronto comenzaron a salir. Xavier fue atrapado con drogas después de que Charlie encontrara su chaqueta en el gimnasio, sin embargo en vez de llamar a la policía su primo Jack Holden llamó a su madre, Gina y lo mandó de regreso a casa lo cual puso fin a su breve relación con Ruby.
No paso mucho tiempo para que Xavier volviera a la bahía, desgraciadamente su segunda visita fue para el funeral de Jack, quien había muerto de un disparo mientras se encontraba trabajando. Para el funeral su madre y hermano mayor Hugo también fueron, Xaiver le tenía resentimiento a Hugo, por abandonar a su madre, a Brendan y a él, por lo que no aceptó su muy bien su llegada. 
Poco después Ruby se enteró de que Xavier salía con una muchacha llamada Freya, a quien Gina desaprobaba. Pronto Xavier terminó con Freya dejándole un mensaje donde rompía la relación y poco después regresó con Ruby. No pasó mucho tiempo para que la relación tuviera problemas ya que Freya regresó y Xavier incapaz de resistirse a ella y siguiendo sus deseos comenzó a vender drogas en la escuela, pero cuando Freya empezó a ejercer presión Xavier decidió acabar con la situación y se negó a vender más drogas. También creó tensión entre Xavier y Hugo cuando Freya lo beso y Xavier los vio. 
A pesar de decirle a Freya que había vendido la droga, en realidad las había escondido en su casillero. Cuando Ruby las encontró las llevó a su casa para deshacerse de ellas pero Charlie la atrapó. Belle Taylor nombró a Freya como su proveedora y Ruby decidió tomar el dinero prestado para la renta de Roman Harris y se lo dio a Freya para que esta pagara a los que les debía y así se fuera de Bay para siempre. Sin embargo Freya tomó el dinero y huyó, dejando a Xavier dolido, quien se dio cuenta de que Ruby tenía la razón.
Pronto reclutó a Jai Fernández para que lo ayudara a ganarse a Ruby de nuevo por medio de un correo electrónico, pero Charlie desconfiaba de él, así que Xavier acudió a Hugo buscando ayuda. Sin embargo las cosas entre su hermano se volvieron de nuevo tensas cuando su madre se rompió el tobillo y su otro hermano mayor Brendan, un adolescente discapacitado llegó para quedarse con ellos.
Inmediatamente Xavier trató de esconder a su hermano autista de sus amigos, sin embargo Ruby y los demás lo apoyaron y lo ayudaron a cuidar de Brendan. Xavier le tiene mucho amor y paciencia a Brendan cosa que Hugo no y el resentimiento en contra de Hugo creció cuando Hugo no se hacía responsable de Brendan y lo dejaba bajo su cuidado. Un día Martha accedió a quedarse a cuidar a Brendan y así Xavier podría salir, sin embargo Brendan se asustó y salió corriendo de la casa, Xavier lo encontró pero Brendan asustado corrió y le lanzó una piedra al parabrisas del coche de Leah Patterson - Baker, que ocasionó que esta se estrellara y Roman quedara ciego. 
Asustado Xavier trató de proteger a Brendan y no dijo nada, pero cuando Gina regresó para la boda de su hermano Tony con Rachel Armstrong, pronto se dio cuenta de que algo estaba pasando y descubrió la verdad. Afortunadamente Roman se negó a presentar cargos, pero Hugo se puso furioso al descubrir que Xavier había dejado a Brendan con Martha la noche del accidente. La relación con su hermano se deterioró más cuando comenzaron a discutir cuando Xavier vio a Hugo lastimar a Brendan. Aunque Hugo dijo que había sido un accidente Xavier y Gina no le creyeron, sin embargo más tarde Hugo habló con sus dos hermanos y se reconciliaron poco después Brendan dejó la bahía de nuevo. 
Durante la boda de Bianca Scott y Vittorio Seca, esta decide no casarse con él al darse cuenta de que a quien realmente ama es a Liam Murphy y huye de la iglesia con él, Gina decide pedirle matrimonio a John y el acepta no sin antes pedirle a Xavier que sea su padrino de bodas, Xavier encantado acepta y poco después su madre y John se casa. En la recepción llorando April le dice que su madre molesta por la decisión de Bianca está castigándola llevándosela a París, cuando Xavier le dice que no se preocupe que la va a estar esperando April le dice que su madre piensa llevársela para siempre lo cual deja destrozado a Xavier.
Poco después Xavier conoce a Miranda Jacobs cuando va a entregar una pizza a su casa y coquetea con ella, más tarde asiste a una fiesta en casa de Miranda y la invita a salir, ambos van a la fiesta que Ruby y Casey Braxton organizaron, cuando April es empujada a la piscina Miranda y Xavier la ayudan a salir y la llevan a casa. Más tarde Miranda ayuda a Xavier a entrenar para el carnaval del surf.
En el 2012 Xavier decide entrenarse para convertirse en oficial de policía y más tarde apoya a Sasha Bezmel cuando se entera de que su exnovio la golpea y le revela que siente algo por ella, poco después Xavier la besa, poco después comienzan una relación. En julio del mismo año Xavier se mudó a Goulburn para trabajar terminar ahí su entrenamiento como policía.
El 23 de abril de 2013 Xavier regresó a la bahía para asistir al funeral de su madre Gina, después que de muriera al quedar inconsciente mientras manejaba lo que dejó destrozados a Xavier, John y Jett. Xavier se fue al día siguiente.